# Paul Epstein

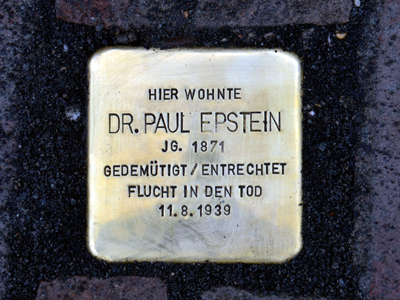
Placa commemorativa a Koerber Strasse de Frankfurt

|  | No s'ha de confondre amb Paul Sophus Epstein.. |

Paul Epstein   (Frankfurt del Main, 24 de juliol de 1871 - Dornbusch, 11 d'agost de 1939) va ser un matemàtic alemany, d'ascendència jueva i víctima del nazisme.

## Vida i obra
El pare de Paul Epstein, Theobald, era professor del Philanthropin, l'escola jueva més gran i més antiga d'Alemanya, a més de director del observatori astronòmic de la ciutat de Frankfurt del Main. El jove Epstein, doncs, va estudiar al Philanthropin on va fer amistat amb Karl Schwarzschild i, probablement, li va proporcionar els primers coneixements d'astronomia i matemàtiques. A partir de 1890, va estudiar matemàtiques a la universitat d'Estrasburg sota la direcció d'Elwin Bruno Christoffel, obtenint el doctorat el 1895, tot i que la tesi no es va publicar fins al 1897.
A partir de 1903 va ser professor ajudant a Estrasburg. Durant la Primera Guerra Mundial va ser mobilitzat i, en acabar aquesta, es va trobar sense feina perquè Estrasburg, ara, era a França i la universitat alemanya s'havia clausurat. Va retornar a la seva vila natal, Frankfurt, donant classes sense remuneració fins que el 1921 va ser nomenat professor extraordinari. A partir de 1923-24 va donar classes de didàctica i història de les matemàtiques, col·laborant amb el seminari que havia organitzat Max Dehn. La seva promoció va ser especialment lenta, probablement degut al antisemitisme regnant de l'època.
De qualsevol forma, el 1934, les lleis antisemites del govern nazi el van desposseir de tots els seus drets civils, inclosa la docència. Epstein no va intentar emigrar: amb més de seixanta anys i la perspectiva de perdre tots els seus estalvis, va preferir suïcidar-se el 1939 després de rebre una citació de la Gestapo.
Tot i que l'inici de la seva recerca a Estrasburg va ser en el camp de les funcions abelianes, la major part dels seus treballs van ser en teoria de nombres, havent donat nom a una funció zeta associada a les formes quadràtiques i que és una eina analítica important en teoria de nombres, en teoria de les formes modulars i en la física i química.
La seva ampla cultura també el va portar a escriure diversos articles sobre la poesia de Goethe, comparant-la amb la claredat i la precisió del llenguatge matemàtic i arribant a afirmar que el rebuig de Goethe per les matemàtiques era fruit de no haver reconeguta la seva bellesa intrínseca.